# چپ آمریکایی
چپ آمریکایی (انگلیسی: American Left) از گرایش‌های سیاسی در ایالات متحده آمریکا است و از افراد و گروه‌هایی تشکیل می‌شود، که به دنبال برابری‌طلبی در نهادهای اقتصادی، سیاسی و فرهنگی ایالات متحده می‌باشند. گرایش چپ آمریکایی از زیرگروه‌های مختلفی تشکیل شده است، که برای نمونه می‌توان به لیبرال‌ها و ترقی‌خواهان اشاره کرد. اگر چه گرایش چپ سیاسی از قرن نوزدهم میلادی وارد فضای سیاسی ایالات متحده شد، اما امروزه کماکان در ساختار سیاسی آمریکا، احزاب سیاسی چپ‌گرا حضور ندارند.